# サカイダユーキ
サカイダユーキ（Yuuki Sakaida）は、日本の音楽プロデューサー、作詞家、作曲家、編曲家、ギタリスト、マニピュレーターである。

## 人物
2008年、学生時代に結成したバンド「PIECE4LINE」のギターボーカルとして日本コロムビアよりメジャーデビュー。全楽曲の作詞作曲を担当する。2011年、作家活動を開始。バンドでの経験とDTMを融合させた有機的な宅録サウンドを確立させる。プロデュースの他にLIVE DJ、マニピュレーターやギターサポートなども行っている。

過去に別名義のLiniaとしても活動していた。
・作編曲を担当したノースリーブスのシングル『ペディキュアday』は2012年1月4日付のオリコン週間CDシングルランキングで初登場2位を獲得した。
・作曲を担当したHKT48のシングル『12秒』は2015年5月4日付のオリコン週間CDシングルランキングで初登場1位を獲得した。初動売上は約27万8000枚を記録しプラチナディスクを獲得している。また、同年の有線大賞にて「視聴者リクエスト賞」を受賞した。

## 主な参加作品(サカイダユーキ名義)
宮川大聖(みやかわくん)
- On Your Mark(作詞作曲編曲、ギター、ベース、プログラミング)
- Never Greed(共作詞)
- 一騎当千(編曲、ギター、プログラミング)
- 君に届け(編曲、ギター、ベース)
- 海の声(編曲、ギター、ベース)
- ジャックバイパー（共作編曲、ギター）
- スターランド（編曲、ギター、プログラミング）
- OVERDRIVE(DJ、プログラミング)
- セツナノウタ(共作曲、編曲、ギター、プログラミング)
- ロア（編曲、ギター、プログラミング）
- Symbol(共作曲、編曲、ギター、プログラミング)
- ミスターグリッチ(編曲、ギター、プログラミング)
- リリア(DJ、プログラミング)
- get out get（作詞作曲編曲、ギター、プログラミング）
- ラストアンビエント(作詞作曲編曲、プログラミング)
- オッドアイパラドックス（共編曲、プログラミング）
- Paper Moon（編曲、ギター、プログラミング）
- ユートピア（共作曲、編曲、ギター、プログラミング）
- 光(編曲、ギター、プログラミング)
- SOS(作曲編曲、ギター、プログラミング)

宮川愛李
- 星が泣いた夜に(作詞作曲編曲、プログラミング)
- 欠落カレンドラ(編曲、プログラミング)
- メランコリック(プログラミング)
- スマホ映えの向こうの世界(プログラミング)
- プリムラ(ギター)
- Stampede(プログラミング)
- 魅惑のカレイド(プログラミング)
- Reboot(プログラミング)
- キミトソーダ(編曲、ギター、プログラミング)
- タンバリンの鳴る丘(作曲編曲、ギター、プログラミング)

Hey!Say!JUMP
- クランメリア（ 共作曲、共編曲、アコースティックギター、プログラミング）
- secret magic（共編曲、プログラミング）

## ライブサポート
- 滝沢秀明(2016〜2018)マニピュレーター
- 宮川大聖(2017〜2024)DJ、ギター
- 宮川愛李(2019~2023)DJ、ギター
- 羽生結弦(Fantasy On Ice)(2022〜2023)マニピュレーター
- 矢沢永吉 50th ANNIVERSARY DOME TOUR 2022 “MY WAY” マニピュレーター
- PATi-PATi×GB『THE GREATEST HITS』(2022)マニピュレーター
- TUBE(2023〜)マニピュレーター
- 広瀬香美(2024〜)マニピュレーター
- グラブルフェス(2024〜)マニピュレーター
- 春畑道哉(2025〜)マニピュレーター

## TV出演
宮川大聖(みやかわくん)
- 2018年1月27日「バズリズム02」お試し音楽リポーターが行く (日本テレビ)
- 2018年6月8日「バズリズム02」スタジオライブ (日本テレビ)
- 2018年8月11日「音エモン」プレゼンライブ (関西テレビ)
- 2018年10月19日「バズリズム02」スタジオライブ (日本テレビ)
- 2018年11月2日「メイプル超音楽」スタジオゲスト (CBCテレビ)
- 2019年3月8日「メイプル超音楽」(CBCテレビ)
- 2019年3月22日「メイプル超音楽」(CBCテレビ)

宮川愛李
- 2021年3月22日「Love Music」(フジテレビ)